# 伊沢甲子麿
伊沢 甲子麿（旧字体：伊澤 甲子麿󠄁、いさわ きねまろ、1925年（大正14年） - 2016年（平成28年））は、日本の教育評論家。
日本女子経済短期大学教授、愛国学園短期大学教授を歴任。伊沢修二の孫に当たる。三島由紀夫の親友として著名で、保守派の立場で言論活動を行った。

## 来歴
東京生まれ。伊沢修二の長男で楽石社長の、伊沢勝麻呂の次男として生まれる。大叔父に伊沢多喜男、父の従兄弟に飯沢匡がいる。
國學院大學卒業後、高校教諭を経て、日本女子経済短期大学教授、愛国学園短期大学教授。

## 著書
- 『日の丸坊ちゃん』（東洋書房、1957年）
- 『日本の古代』（高文堂新書、1977年）

### 共著
- 『日教組と教育』高橋亨共著（明徳出版社、1956年）
- 『ある教師の宣言』高橋亨共著（大樹書房、1962年）
- 『歴史への証言 三島由紀夫・鮮血の遺訓』林房雄対談（恒友出版、1971年）